# Tommaso di Edessa
Tommaso di Edessa (VI secolo – Costantinopoli, VI secolo) è stato uno scrittore siriaco.

## Biografia
Nato nella prima parte del VI secolo, Tommaso fu allievo di Mar Aba I, dal quale apprese molti approfondimenti biblici e teologici, ma al quale insegnò il greco; per cui si parla dei due come reciproci allievi e maestri.
Fu autore di scritti liturgici, di una confutazione dell'astrologia, di discorsi funebri e di dispute con gli eretici.
È citato da Cosma Indicopleuste, che lo indica come proprio amico e riferisce della sua morte avvenuta a Costantinopoli.